# Championnat d'Europe de kayak-polo masculin espoir 2009
Les 8es championnats d'Europe de kayak-polo de 2009 se sont déroulés du 19 au 23 août à Essen, en Allemagne, en 2009.

## Résultats complets
À venir

## Classements

### Classement final
|                    |                 |  |  |  |
| Médaille d'or      | Allemagne       |  |  |  |
| Médaille d'argent  | France          |  |  |  |
| Médaille de bronze | Pologne         |  |  |  |
| 4.                 | Italie          |  |  |  |
| 5.                 | Grande-Bretagne |  |  |  |
| 6.                 | Pays-Bas        |  |  |  |
| 7.                 | Espagne         |  |  |  |
| 8.                 | Suisse          |  |  |  |
| 9.                 | Danemark        |  |  |  |
| 10.                | Belgique        |  |  |  |
| 11.                | Portugal        |  |  |  |
| 12.                | Lituanie        |  |  |  |

### Meilleurs buteurs
À venir